# Derthona Foot Ball Club 1973-1974
Questa voce raccoglie le informazioni riguardanti il Derthona Foot Ball Club nelle competizioni ufficiali della stagione 1973-1974.

## Stagione
Nella stagione 1973-74 il Derthona ha disputato il girone A del campionato di Serie C, con 22 punti in classifica si è piazzato all'ultimo posto in classifica ed è retrocesso in Serie D con Triestina e Savona, il torneo è stato vinto dall'Alessandria con 53 punti che è stata promossa in Serie B.

## Rosa
| N. |                   | Ruolo | Calciatore             |
| -- | ----------------- | ----- | ---------------------- |
|    | Italia (bandiera) | D     | Giuseppe Allegrone     |
|    | Italia (bandiera) | A     | Arcari                 |
|    | Italia (bandiera) | A     | Belfi                  |
|    | Italia (bandiera) | C     | Ezio Beltrami          |
|    | Italia (bandiera) | A     | Ivan Bolis             |
|    | Italia (bandiera) | C     | Giacomo Bonacina       |
|    | Italia (bandiera) | D     | Callegaro              |
|    | Italia (bandiera) | C     | Antonio Capon          |
|    | Italia (bandiera) | A     | Pier Angelo Castellani |
|    | Italia (bandiera) | D     | Giancarlo Consolandi   |
|    | Italia (bandiera) | D     | Fabio Crugnola         |
|    | Italia (bandiera) | P     | Umberto Domenghini     |
|    | Italia (bandiera) | D     | Alvaro Facoetti        |

| N. |                   | Ruolo | Calciatore          |
| -- | ----------------- | ----- | ------------------- |
|    | Italia (bandiera) |       | Fusaro              |
|    | Italia (bandiera) | A     | Piero Gaiba         |
|    | Italia (bandiera) |       | Gargiulo            |
|    | Italia (bandiera) | D     | Piero Gastaldi      |
|    | Italia (bandiera) | D     | Federico Ghidoni    |
|    | Italia (bandiera) | P     | Angelo Maraschi     |
|    | Italia (bandiera) |       | Merlino             |
|    | Italia (bandiera) | D     | Mauro Muratori      |
|    | Italia (bandiera) | A     | Massimo Pacchiarini |
|    | Italia (bandiera) | D     | Leopoldo Solbiati   |
|    | Italia (bandiera) |       | Tusini              |
|    | Italia (bandiera) | A     | Giovanni Vastola    |
|    | Italia (bandiera) |       | Veneroni            |